# Боровське (Катайський район)
Боровське́ (рос. Боровское) — село у складі Катайського району Курганської області, Росія. Адміністративний центр Боровської сільської ради.
Населення — 720 осіб (2010, 785 у 2002).
Національний склад станом на 2002 рік: росіяни — 88 %.